# USS Bush (DD-529)
USS Bush (DD-529) — эскадренный миноносец типа «Флетчер», в период Второй мировой войны состоявший на вооружении ВМС США.
USS Bush (DD-529) был вторым кораблём флота США, который был назван в честь лейтенанта Уильяма Буша, USMC, который служил на Конституции во время войны 1812 года.
Эсминец был заложен 27 октября 1942 на Bethlehem Steel, Сан-Франциско, штат Калифорния. Эсминец был сдан в эксплуатацию 10 мая 1943 под командование командора Петерсона.

## История
Между 29 июля и 27 ноября 1943 Буш выступал в качестве патрульного и сторожевого судна в водах Аляски. Прибыв в Пёрл-Харбор 4 декабря 1943 года, эсминец начал свою деятельность в качестве патрульного, эскортого и корабля огневой поддержки во всем Тихоокеанском театре военных действий, от островов Эллис и Новая Гвинея до Филиппин и Окинавы.
Эсминец участвовал в десантных операциях на архипелаг Бисмарка (26 декабря 1943 — 31 марта 1944); на Новую Гвинею, (18-21 января); на Моротай (15 сентября); на Лейте (20-24 октября), на Лусон, на Миндоро и на Иводзиму (19 февраля-9 марта). Также принял участие во вторжении на Окинаву, (1-6 апреля).
6 апреле 1945 года Буш выполнял радиолокационный дозор недалеко от Окинавы и был атакован большой группой камикадзе. В 15.15. первый самолет врезался в палубу по правому борту. Хотя ущерб кораблю был незначительным, было предложено буксировать его. Но вызваный на оказание помощи Colhoun сам попал под атаку камикадзе и был уничтожен.
В 17.25. второй камикадзе врезался в левую сторону Буша между стеками, что вызвало крупный пожар. В 17.45. третий камикадзе попал в левый борт чуть выше главной палубы. Некоторые из боеприпасов корабля загорелись и начали взрываться. От взрывов корабль переломился и затонул. Спаслось 227 человек. 87 членов экипажа погибли.

## Награды
Эсминец получил семь звёзд за службу во Второй мировой войне.